# 이리 원칙
이리 원칙(Erie doctrine) 미국의 민사소송제도에 중요한 원칙이다. 여러개의 주간 분쟁에 대한 판결을 내리는 연방법원은 연방 절차법과 주(州) 실체법을 적용해서 결정을 내려야 한다는 원칙이다. 1938년 대법관 브랜다이스의 판결문 이리철도회사 대 톰킨스 판결로부터 도출된 원칙으로 이 대법원 판결은 고등법원의 Swift v. Tyson결정을 뒤집었다. 브랜다이스의 판결문은 대법원 판결문중 가장 유명하다. 미국 로스쿨 민사소송법 과정에서 필수로 다루어지는 원칙이다.

## 사례
A주에 사는 시민 甲은 B주에 본사를 두고 있는 X 회사를 상대로 A주 법원에서 소송을 제기했다. 소송은 X사가 9만달러를 선불로 받고 종이상품을 甲에게 공급하기로 한 계약 위반에 관한 것이다. 甲은 X가 계약을 위반하였다고 주장하면서 9만 달러 손해배상을 주장한다. 甲은 소송제기와 함께 배심재판을 신청했다. A주 법은 20만달러 이하의 계약 분쟁은 단독판사에게 재판받아야 한다고 규정한다.
X는 사건을 X주의 연방법원으로 이송시키고 X는 배심재판을 거부하는 신청을 하였다. 연방법원은 이 신청을 기각하였다.— 캘리포니아주 변호사시험 2001년 2월 제1문

연방헌법은 수정헌법 제7조에서 20불 이상의 손해배상을 구하는 민사재판은 배심재판으로 하도록 하고 있으며 본 조항은 수정헌법 제14조를 통해 주에 적용되지 않는다. 사안의 경우 甲은 연방법에서 소를 제기하였으므로 이리 원칙을 적용, 연방절차법과 주실체법을 적용하여 재판을 하게 된다.

## 실체법과 절차법 구별
1. 주의 이익이 얼마나 중한지?
2. 연방의 이익의 얼마나 중한지?
3. 다른 결과를 초래하는지?
4. 법정지를 쇼핑하는 결과?
5. 연방주의에 대한 영향

## 관련 판례

### Guaranty Trust Co. v. York 사건
실체법적 성질과 절차법적 성질을 복합적으로 갖고 있는 주(州)법에 대하여 결과결정기준(Outcome Determinative Test)에 대하여 그 적용과 비적용이 판결결과를 달리하게 할 경우 실체법에 해당한다고 판시하였다.

### Byrd v. Blue Ridge Rural Electric Cooperative, Inc 사건
정부이익균형기준(Balancing of Governmental Interests Test)을 제시하여 결과결정기준의 관점에서 다른 결과를 가져오더라도 연방정책이 더 중요하다면 이를 절차법으로 보아서 연방법을 적용해야 한다고 판시하였다.

## 참고 문헌
- 이상윤, 영미법 - 개정판, 박영사, 2000. (ISBN 89-10-45160-2)
- 서철원, 미국 민사소송법, 법원사, 2005. ISBN 899151202X
- 이우영, 미국 연방민사절차 1, 경인문화사, 2007. ISBN 9788949905198
- 오세훈, 미국 민사재판의 허와 실, 박영사, 2000. ISBN 9788910507079